# Himilce (nombre)
Himilce es un nombre propio femenino de origen feno-púnico. Fue el nombre de una famosa princesa oretana que se desposó con el general cartaginés Aníbal, que luchó en la segunda guerra púnica contra la República de Roma.

## Etimología
De acuerdo con Rafael Contreras de la Paz, Himilce (Hin-Melkert) significaría "la protegida de Melkart". Según Giselle Halff significa "hermana del rey" y que HMLK en su forma latina aparece como "Otmile". Sin embargo el poeta romano Silio Itálico sugirió que podría tener un origen griego en su poema Punica.

Sic ille. at contra Cirrhaei sanguis Imilce 

Castalii, quae materno de nomine dicta 

(Castulo Phoebei seruat cognomina uatis) 

aeque ex sacrata repetebat stirpe parentes. 

tempore quo Bacchus populos domitabat Hiberos 

concutiens thyrso atque armata Maenade Calpen, 

lasciuo genitus Satyro nymphaque Myrice 

Milichus indigenis late regnarat in oris 

cornigeram attollens genitoris imagine frontem. 

hinc patriam clarumque genus referebat Imilce, 

barbarica paulum uitiato nomine lingua.
Punica, III

Según Luciano Pérez Villatela, Himilce o Imilce es un nombre púnico al que el poeta romano le quiso dar epicidad en su relato atribuyéndole a la princesa un origen mitológico y heleno. De este modo relacionó Cástulo con la fuente Castalia de Delfos. A su vez afirmaba que ella descendía de Milychus, cuyo nombre la princesa también tenía pero que fue tergiversado por una lengua bárbara (el íbero) transformándolo en Imilce y que sus progenitores eran un sátiro y una ninfa llamada Myrice.

## Personajes célebres
- Himilce, princesa íbera, hija de Mucro, rey de Cástulo, fue entregada en matrimonio al general cartaginés Aníbal Barca que declaró la guerra a Roma.
- Himilce Novas, escritora, historiadora, periodista y defensora de los derechos humanos estadounidense, de origen cubano.

## Premio literario
- Bajo el nombre de Premio Literario Himilce de Poesía escrita por mujeres el ayuntamiento de Baeza, en el 2016, creó un galardón de carácter internacional cuyo objetivo principal es "enriquecer la imagen cultural de la ciudad y darle visibilidad al talento y al trabajo artístico de las mujeres".[6]

## Instituto
- Con la denominación de IES Himilce, en Linares existe un centro de formación profesional.[7][8]

## Variantes en otros idiomas
| Variantes en otras lenguas | Variantes en otras lenguas |
| -------------------------- | -------------------------- |
| Español                    | Himilce                    |
| Alemán                     | Imilce                     |
| Árabe                      | هيميلتشي (Himilitshi)      |
| Armenio                    | Հիմիլցե (Himilts’e)        |
| Búlgaro                    | Химилче (Khimilche)        |
| Catalán                    | Himilce                    |
| Checo                      | Imilce                     |
| Corso                      | Imilce                     |
| Croata                     | Imilce                     |
| Danés                      | Imilce                     |
| Eslovaco                   | Imilce                     |
| Esloveno                   | Imilce                     |
| Esperanto                  | Imilce                     |
| Estonio                    | Imilce                     |
| Euskera                    | Imilce                     |
| Finlandés                  | Imilce                     |
| Francés                    | Imilce                     |
| Galés                      | Imilce                     |
| Gallego                    | Imilce                     |
| Georgiano                  | იმილცე (Imiltse)           |
| Hebreo                     | אימילצה (Himilce)          |
| Holandés                   | Imilce                     |
| Húngaro                    | Imilce                     |
| Inglés                     | Imilce                     |
| Italiano                   | Imilce                     |
| Latín                      | Otmile o Imilce            |
| Letón                      | Imilce                     |
| Lituano                    | Imilce                     |
| Noruego                    | Imilce                     |
| Polaco                     | Imilce                     |
| Portugués                  | Imilce                     |
| Rumano                     | Imilce                     |
| Ruso                       | Имильце (Imil'tse)         |
| Serbio                     | Имилце (Imilce)            |
| Sueco                      | Imilce                     |
| Turco                      | Imilce                     |
| Ucraniano                  | Імільце (Imilʹtse)         |